# Eisenbahnunfall von Elsterwerda

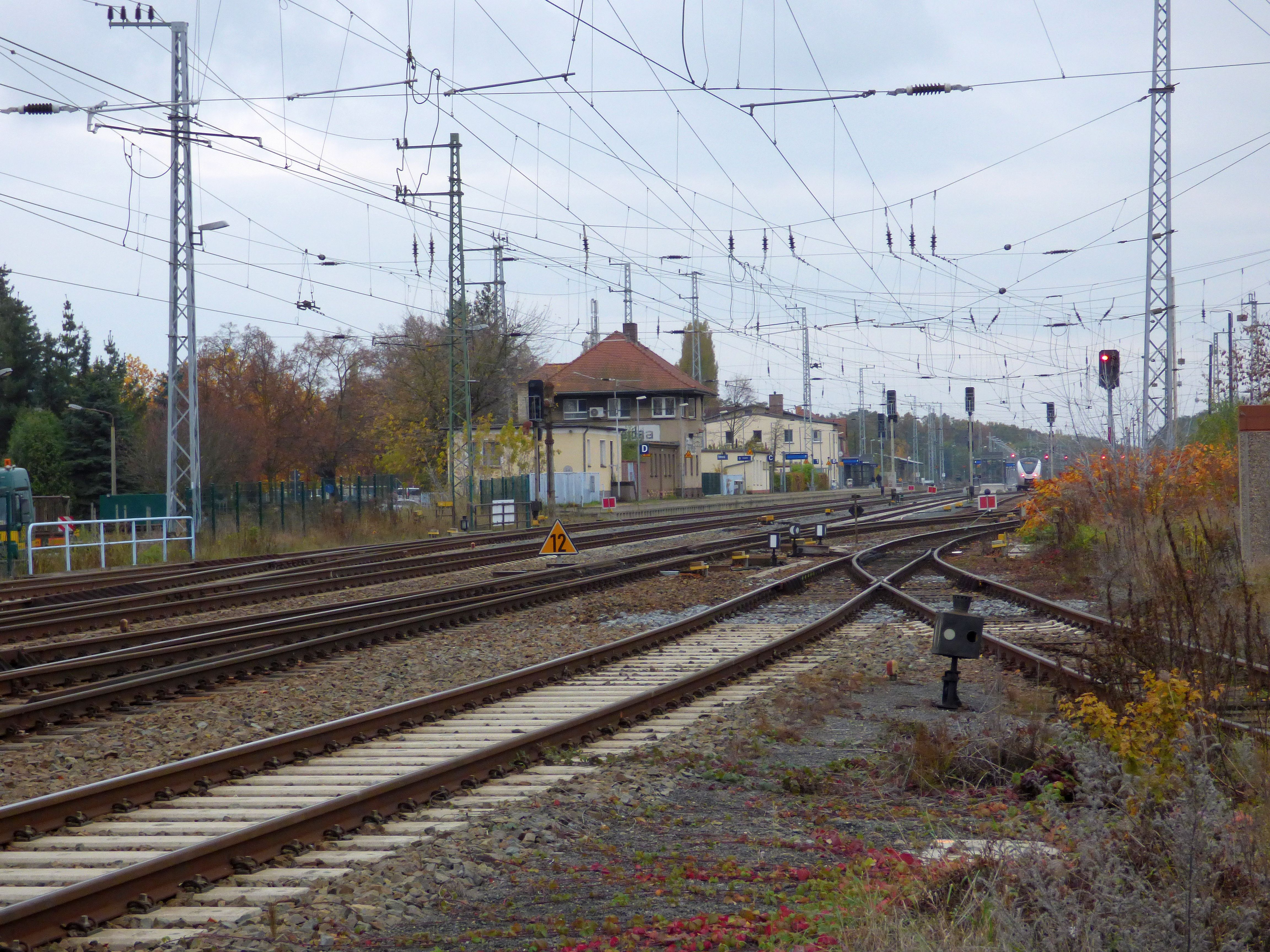
Blick auf das Gleisfeld des Bahnhofs Elsterwerda mit der einstigen Unfallstelle

Der Eisenbahnunfall von Elsterwerda am 20. November 1997 war eine Explosions- und Brandkatastrophe, ausgelöst durch einen mit Benzin und Dieselkraftstoff beladenen Zug der Deutschen Bahn, der wegen überhöhter Geschwindigkeit im Bahnhof Elsterwerda entgleiste, weil seine Bremsanlage nicht ordnungsgemäß in Betrieb genommen worden war. Zwei Menschen starben, acht wurden verletzt.

## Ausgangslage
Am frühen Morgen des 20. November war der Güterzug KC 71153 von Stendell, dem Übergabebahnhof der Raffinerie PCK Schwedt/Oder, nach Nossen zum Tanklager Rhäsa unterwegs. Er bestand neben der Lokomotive aus 22 Kesselwagen und hatte ein Gewicht von 1851 Tonnen. Vorgesehen war, dass der Zug mit einer ersten Lokomotive bis zum Bahnhof Berlin-Grünau fuhr, dort einen Fahrtrichtungswechsel vornahm und dazu eine neue Elektrolokomotive erhielt, die ihn bis Riesa bringen sollte. Anschließend sollte er, weil die Strecke bis Nossen nicht elektrifiziert war, eine Diesellokomotive erhalten. Bereits in Berlin-Grünau traf der Zug mit Verspätung ein.

## Unfallhergang

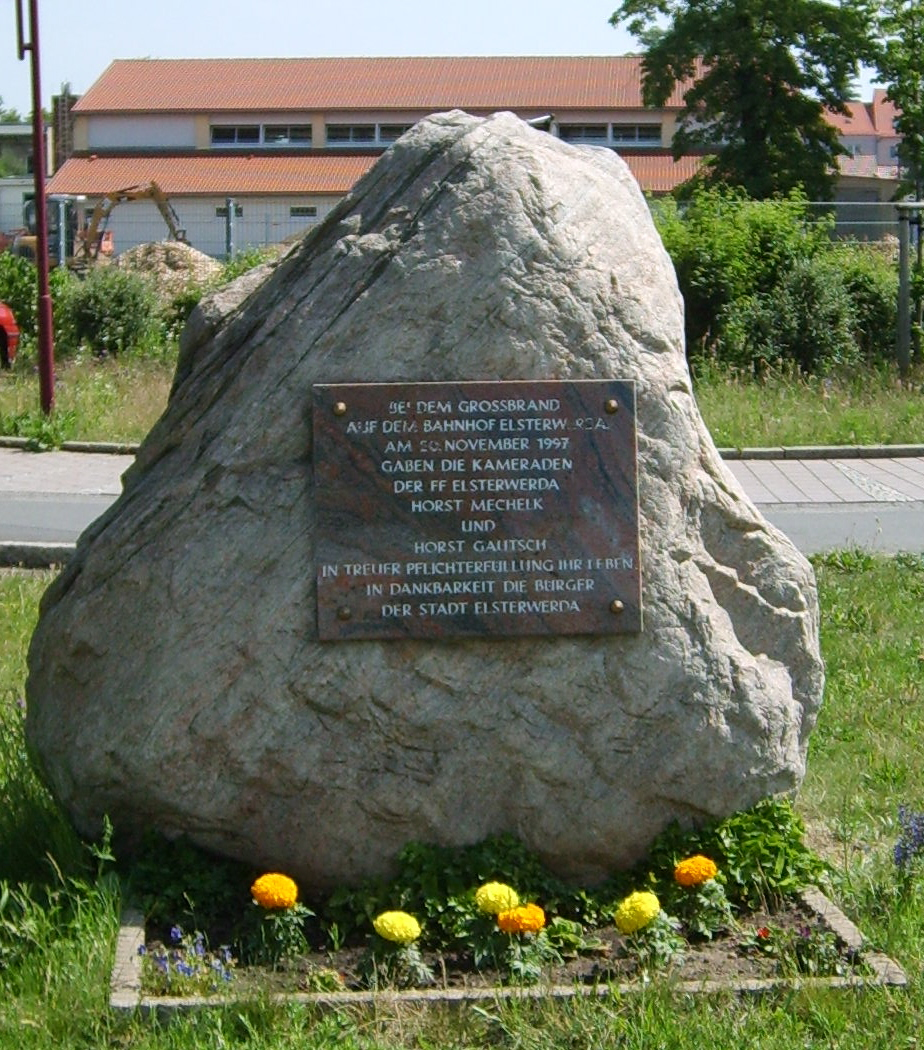
Gedenkstein für die getöteten Feuerwehrleute am Elsterwerdaer Bahnhof

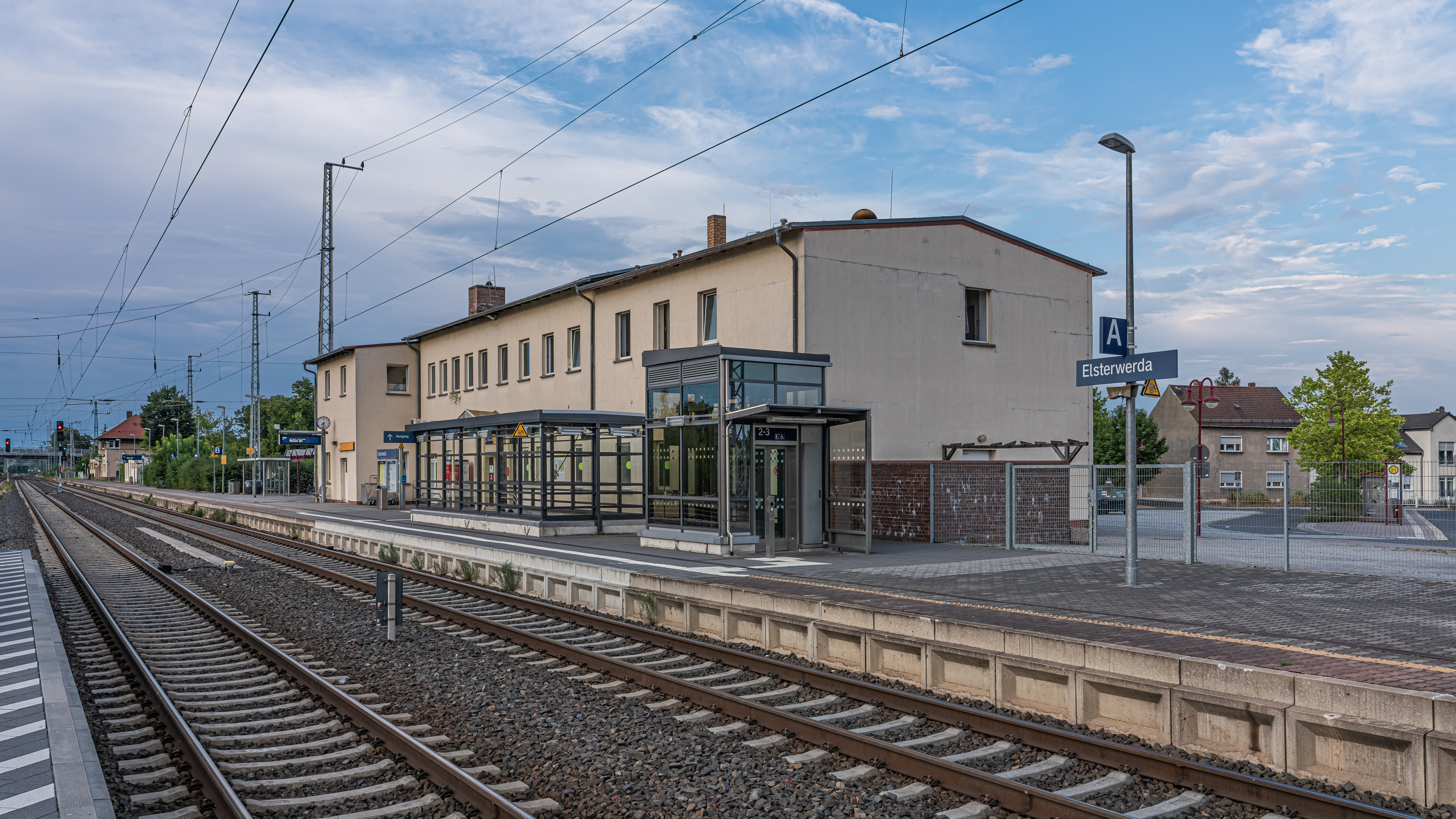
Bahnhof Elsterwerda nach der Sanierung

### Berlin-Grünau
Als in Berlin-Grünau die neue Lokomotive – die E-Lok 155 103 – vorgespannt wurde, kuppelte der Triebfahrzeugführer die Lokomotive an den Zug. Er verband die Schraubenkupplung, vergaß aber, die Schläuche der Bremsleitung der Druckluftbremse zu verbinden und die entsprechenden Absperrhähne zu öffnen, womit die Bremsen aller Wagen nicht aktivierbar waren. Das hätte vor der Abfahrt des Zuges aus zwei Gründen auffallen müssen:
1. Der Lokomotivführer muss nach erfolgter Kupplung das Bremssystem mit Druckluft füllen, bis dort 5 bar Druck erreicht sind. Das dauert sehr viel länger, wenn das Bremssystem eines ganzen Zuges, als nur das der Lokomotive selbst befüllt wird. Dies aber fiel dem Triebfahrzeugführer nicht auf.
2. Weiter war jetzt eine (vereinfachte[Anm. 1]) Bremsprobe erforderlich, da durch das Ab- und Ankuppeln das Bremssystem geöffnet worden und dessen erneute Geschlossenheit und Funktionsfähigkeit zu prüfen war. In Berlin-Grünau hatte ein Zugvorbereiter Dienst, der dem Triebfahrzeugführer die erforderlichen Papiere zu übergeben und mit ihm zusammen die Bremsprobe durchzuführen hatte. Durch die Verspätung des Zuges musste er nun allerdings an drei Zügen die Bremsprobe gleichzeitig durchführen. Am KC 71153 hätte er prüfen müssen, ob sich die Bremsen am letzten Wagen ordnungsgemäß anlegten und lösten und ob die Hauptluftleitung durchgehend gekuppelt und alle entsprechenden Luftabsperrhähne geöffnet waren.[Anm. 2] Er stellte am letzten Wagen fest, dass sich die Bremsen nicht gelöst hatten und führte das auf eine „überladene Bremsleitung“ zurück, d. h. darauf, dass der Luftdruck der Lokomotive, die den Zug in den Bahnhof gezogen hatte, leicht höher als 5 bar gewesen war und der Druck, den die neue Lokomotive erzeugte, nun nicht ausreichte, die Bremsen zu lösen. An dieser Stelle hätte die vereinfachte Bremsprobe abgebrochen und eine sogenannte „Volle Bremsprobe“ durchgeführt werden müssen. Eine derartige Abweichung ist dem Triebfahrzeugführer in jedem Fall mitzuteilen. Der Zugvorbereiter wollte sich den Weg sparen. Den Vorschriften entsprechend wäre bei der durch den Zugvorbereiter angenommenen Überladung der Bremsanlage das manuelle Lösen der Bremsen aller Wagen erforderlich gewesen. Dies geschieht an jedem Wagen einzeln durch Ziehen des sogenannten Lösezuges. Der Triebfahrzeugführer hat von der Lokomotive aus darauf keinerlei Einfluss. Zeitgleich hätten alle Bremseinrichtungen an den Wagen, also auch die Schlauchverbindungen und die Luftabsperrhähne an den Kuppelstellen, auf ordnungsgemäßen Zustand vom Zugvorbereiter kontrolliert werden müssen. Anschließend hätte dieser an allen Wagen das Anlegen und Lösen der Bremse feststellen müssen. Das geschah aber nicht. Vielmehr kontrollierte der Zugvorbereiter alle drei Züge parallel und ließ über die Lösevorrichtungen an den Wagen des KC 71153 die Druckluft so lange entweichen, bis die Bremsen sich lösten und setzte die erforderliche „Volle Bremsprobe“ nicht fort. Begründet in der Tatsache, dass der Zugvorbereiter alle Bremsen am Wagenzug per Hand gelöst hatte und die Hauptluftleitung durch die nicht gekuppelten Schläuche zwischen dem Triebfahrzeug und dem ersten Wagen nicht durchgehend verbunden war, bestand von diesem Zeitpunkt ab keine Möglichkeit mehr, die Bremsen der Wagen anlegen zu lassen.

Strittig blieb, ob der Zugvorbereiter dem Triebfahrzeugführer das Signal „Bremsen in Ordnung“ erteilt hatte. Der Triebfahrzeugführer behauptete es, der Zugvorbereiter bestritt dies. Denkbar ist auch, dass der Triebfahrzeugführer ein Signal „Bremse in Ordnung“, das einem der anderen Züge galt, auf sich bezogen hatte. KC 71153 erhielt darauf mit Fahrtstellung des Ausfahrsignales die Zustimmung des zuständigen Fahrdienstleiters zur Ausfahrt aus dem Bahnhof und begab sich auf die freie Strecke. Wer dem Fahrdienstleiter gemeldet hatte, dass der Zug abfahrbereit war, also auch die Bremsprobe ohne Beanstandung abgeschlossen wurde und warum der Zugvorbereiter nicht veranlasste, dass der Zug angehalten wurde, wenn die Bremsprobe noch nicht abgeschlossen war, wurde nie geklärt.

### Elsterwerda
Der Zug begab sich auf die Strecke. Da wenig Verkehr herrschte, fuhr er, ohne bremsen zu müssen, bis kurz vor Elsterwerda. Im Streckenabschnitt Hohenleipisch–Elsterwerda hatte der Zug zudem beschleunigt, da dieser ein starkes Gefälle aufweist.
Wegen der Verspätung des Zuges hatte die Betriebsleitung mittlerweile entschieden, den für Riesa vorgesehenen Lokwechsel bereits in Elsterwerda vorzunehmen. Der dortige Fahrdienstleiter richtete die Fahrstraße so ein, dass der Zug aus dem durchgehenden Hauptgleis auf Gleis 5 des Bahnhofs abbiegen würde. Entsprechend signalisierte das Einfahrsignal des Bahnhofs „Geschwindigkeit 40 km/h ermäßigen, ‚Halt‘ erwarten“. Dies bedeutet eine Geschwindigkeitsobergrenze von 40 km/h ab dem Standort des Einfahrsignales, mit der die anschließenden Weichen befahren werden dürfen.
Als der Triebfahrzeugführer die erforderliche Bremsung einleiten wollte, bemerkte er, dass der Zug nur eine sehr geringe Bremswirkung entfaltete: Die Bremse wirkte nur bei der Lokomotive, nicht auf die Räder der Wagen. Er benachrichtigte per Zugfunk noch den Fahrdienstleiter in Elsterwerda über das „Bremsversagen“, ohne dass dieser noch eingreifen konnte. Der Zug fuhr um kurz vor 7 Uhr mit einer Geschwindigkeit von knapp 90 km/h im Bahnhof Elsterwerda über die ablenkende Weiche, die nur für 40 km/h zugelassen war. Die Lokomotive blieb im Gleis, die Kupplung zwischen Wagenzug und Lokomotive riss und die Lokomotive kam 177 Meter weiter zum Stehen. Allerdings entgleisten 15 Kesselwagen, 13 brannten aus.

## Folgen

### Unfallstelle

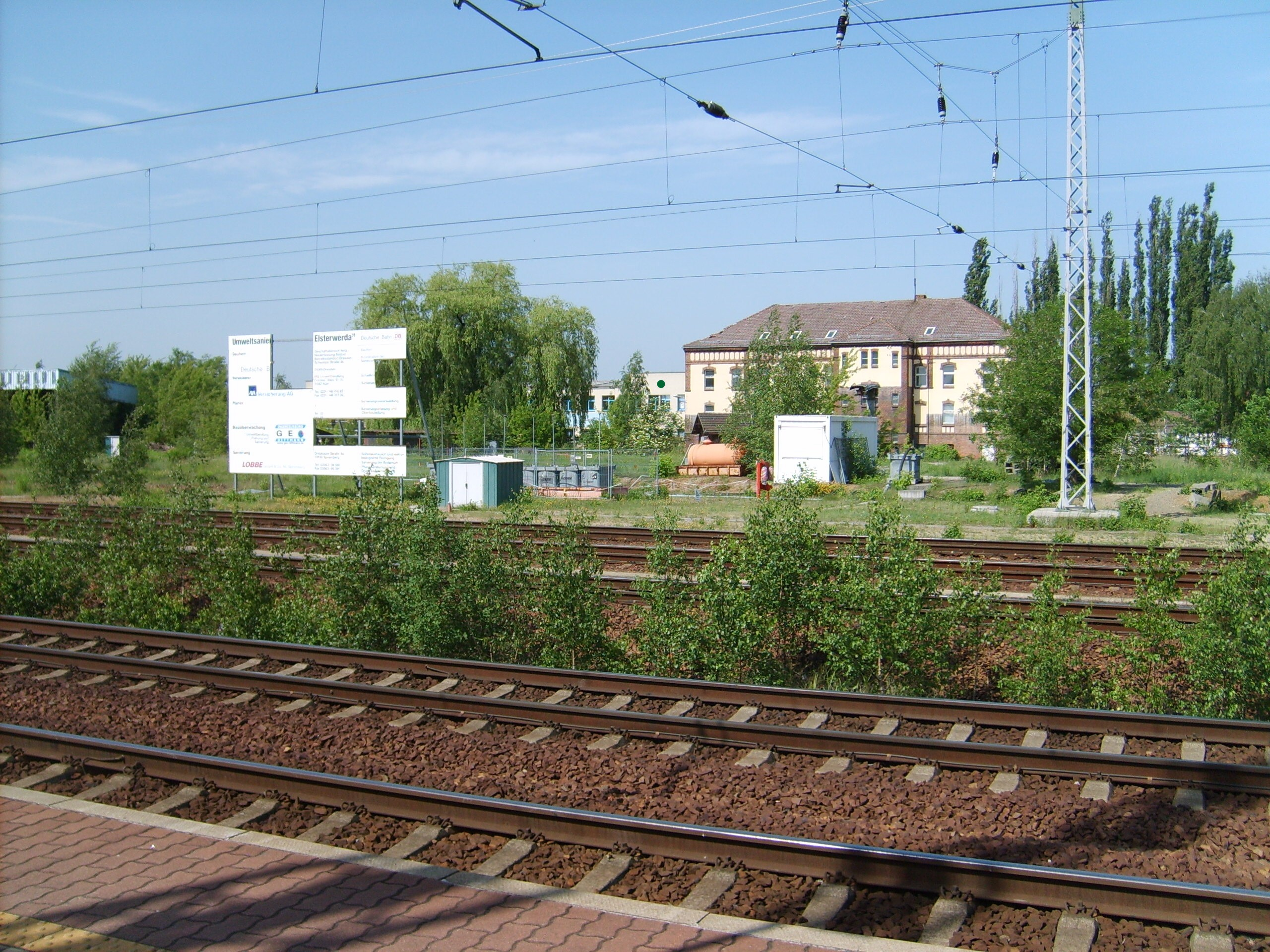
Das in der Sanierung befindliche Gelände des einstigen Bahnbetriebswerkes Elsterwerda

Für die um 06:39 Uhr sofort alarmierte Feuerwehr von Elsterwerda war dies der dritte Großbrand innerhalb von zwei Jahren. Nachdem sie an der Unfallstelle eingetroffen war, explodierte der erste Kesselwagen. Die Druckwelle war so stark, dass sie weitere Wagen auf- und das Dach des Empfangsgebäudes wegriss. Noch in einigen hundert Metern Entfernung ging ein leichter Benzinregen nieder. Kraftfahrzeuge, die den Bahnhof auf einer nahe gelegenen Straße passierten, wurden auf die andere Straßenseite gedrückt. Der Lokomotivschuppen des Bahnbetriebswerks und die dort stehende Lokomotive 155 069 fingen Feuer. Infolge der Explosion wurde der Stadtbrandmeister von Elsterwerda von einem einstürzenden Wirtschaftsgebäude erschlagen, ein weiterer verletzter Feuerwehrmann verstarb fünf Tage später im Krankenhaus. Acht Feuerwehrleute und Polizisten wurden darüber hinaus verletzt. Das aus den Wagen auslaufende Benzin entzündete sich sofort. Die Löscharbeiten verzögerten sich, da die Feuerwehr zunächst nicht wusste, welche Stoffe brannten und ob mit Wasser gelöscht werden durfte. Zudem fehlte es an ausreichend Löschwasser und es bestand weiter Explosionsgefahr.

Auch in der Kanalisation entstand Explosionsgefahr durch ausgelaufenes Benzin. Sieben intakte, nicht entgleiste Kesselwagen konnten gegen Mittag abgekuppelt und aus dem Gefahrenbereich gezogen werden. Aus vier weiteren nicht ausgebrannten Wagen wurde am Abend des ersten Tages, nach dem Ablöschen aller Brände, das Benzin abgepumpt.
Der Einsatz der Feuerwehren dauerte über 34 Stunden. Insgesamt waren daran 30 Feuerwehren mit 310 Feuerwehrleuten und 62 Einsatzfahrzeugen beteiligt, der Rettungsdienst setzte 14 Fahrzeuge und zwei Hubschrauber ein.

### Gerichtliche Aufarbeitung
Im Frühjahr 2000 waren die staatsanwaltschaftlichen Ermittlungen abgeschlossen. Allerdings stritten sich jetzt zunächst das Landgericht Cottbus und die dortige Staatsanwaltschaft darum, ob ein Strafverfahren überhaupt zu eröffnen sei. Das erfolgte schließlich gegen zwei DB-Mitarbeiter am 8. November 2002. Als Grund für die Katastrophe wurde menschliches Versagen festgestellt. Triebfahrzeugführer und der Zugvorbereiter wurden wegen ihres fahrlässigen Verhaltens zu Bewährungsstrafen verurteilt.

### Beseitigung der Folgen
Der schwer beschädigte Lokschuppen und die Reste des Wirtschaftsgebäudes wurden abgerissen und nicht wieder aufgebaut. Am Empfangsgebäude wurden die Schäden beseitigt. Bei der Katastrophe versickerte eine große Menge Benzin, das auch zehn Jahre nach dem Unfall noch aus dem Erdreich des Geländes gefiltert wurde.
Die Deutsche Bahn zahlte an 122 Geschädigte 1,2 Millionen Euro.

## Weitere Eisenbahnunfälle im Bereich oder Nahe des Bahnhofs Elsterwerda
Am 5. Oktober 1970 kam es gegen 17:00 Uhr auf dem Bahnhof zu einem Eisenbahnunfall, als ein Schnellzug, der D 156, infolge einer falschen Weichenstellung seitens der diensthabenden Stellwerksmeisterin mit 30 km/h Geschwindigkeit auf ein Stumpfgleis fuhr. Eine den Reisezug ziehende Dampflokomotive 01 2226 entgleiste daraufhin und fuhr in eine Baugrube. 24 Reisende wurden bei dem Unfall meist leicht verletzt und mussten zum Teil im Krankenhaus behandelt werden, weitere 28 Reisende meldeten diverse Prellungen.
Beinahe zu einer weiteren Katastrophe kam es am späten Nachmittag des 11. Oktober 2018 nur wenige Kilometer südlich der Unfallstelle nahe der Ortslage Kotschka. Ein mit Super-Benzin gefüllter Kesselwagen eines aus Richtung Dresden kommenden Güterzuges war auf Grund einer defekten Bremse in Brand geraten. Der das Problem bemerkende Lokführer konnte den Zug gerade noch rechtzeitig zum Stehen bringen und den Brand selbst löschen. Sicherheitshalber waren allerdings die Ortswehren von Elsterwerda und Prösen dennoch zu Absicherungsarbeiten zum Unfallort beordert worden.